# Арбакл (Каліфорнія)
Арбакл (англ. Arbuckle) — переписна місцевість (CDP) в США, в окрузі Колуса штату Каліфорнія. Населення — 3484 особи (2020).

## Географія
Арбакл розташований за координатами 39°0′51″ пн. ш. 122°3′40″ зх. д. / 39.01417° пн. ш. 122.06111° зх. д. (39.014195, -122.061050).  За даними Бюро перепису населення США в 2010 році переписна місцевість мала площу 4,56 км², уся площа — суходіл.

## Демографія
Згідно з переписом 2010 року, у переписній місцевості мешкало 3028 осіб у 868 домогосподарствах у складі 720 родин. Густота населення становила 665 осіб/км².  Було 937 помешкань (206/км²).
Расовий склад населення:
| - 57,7 % — білих - 0,8 % — корінних американців - 0,6 % — чорних або афроамериканців - 0,6 % — азіатів - 0,2 % — вихідців з тихоокеанських островів - 37,1 % — осіб інших рас |

До двох чи більше рас належало 3,1 %. Частка іспаномовних становила 69,9 % від усіх жителів.
За віковим діапазоном населення розподілялося таким чином: 32,4 % — особи молодші 18 років, 60,0 % — особи у віці 18—64 років, 7,6 % — особи у віці 65 років та старші. Медіана віку мешканця становила 28,3 року. На 100 осіб жіночої статі у переписній місцевості припадало 103,1 чоловіків;  на 100 жінок у віці від 18 років та старших — 98,8 чоловіків також старших 18 років.
Середній дохід на одне домашнє господарство  становив 56 267 доларів США (медіана — 51 641), а середній дохід на одну сім'ю — 57 877 доларів (медіана — 55 833). Медіана доходів становила 30 772 долари для чоловіків та 31 280 доларів для жінок. За межею бідності перебувало 15,2 % осіб, у тому числі 24,1 % дітей у віці до 18 років та 16,7 % осіб у віці 65 років та старших.
Цивільне працевлаштоване населення становило 1346 осіб. Основні галузі зайнятості: сільське господарство, лісництво, риболовля — 36,5 %, мистецтво, розваги та відпочинок — 14,5 %, освіта, охорона здоров'я та соціальна допомога — 8,2 %, виробництво — 6,8 %.